# Vissiá-cantor
O vissiá-cantor (nome científico: Rhytipterna immunda) é uma espécie neotropical de ave da família Tyrannidae.
Sua distribuição geográfica abrange os seguintes países: Brasil, Colômbia, Guiana Francesa, Suriname e Venezuela. Seu habitat são os matagais áridos tropicais ou subtropicais.